# Fahad Al Kuwari
Fahad Mohammed Al Sheikh Al Kuwari (in arabo فهد الكواري‎?; Qatar, 19 dicembre 1968) è un ex calciatore qatariota, di ruolo centrocampista.

## Palmarès

### Club

#### Competizioni nazionali
- Qatar Stars League: 1

Al-Sadd: 1999-2000
- Emir of Qatar Cup: 5

Al-Sadd: 1990-1991, 1993-1994, 1999-2000, 2000-2001, 2002-2003
- Qatar Crown Prince Cup: 2

Al-Sadd: 1998, 2003

#### Competizioni internazionali
- Coppa dei Campioni del Golfo: 1

Al-Sadd: 1991
- Champions League araba: 1

Al-Sadd: 2001